# Paracorymbia hybrida
Paracorymbia hybrida es una especie de escarabajo de cuerno largo en la subfamilia Lepturinae. Se distribuye por las zonas montañosas del centro y sudoeste de Europa.
Miden unos 10-14 mm. Son estivales y florícolas.